# Gottne
Gottne är en tätort i Mo distrikt (Mo socken) i Örnsköldsviks kommun, Västernorrlands län (Ångermanland). SCB har för bebyggelsen före 2018 och från 2020 här avgränsat en tätort.
Gottne är den största byn i det som lokalt benämns Gottnebygden i vilken ingår byarna  Hållen, Söderå, Gottne, Östansjö och Sågbacken. Byn ligger i dalgången där Utterån möter Moälven.
Några kilometer från tätorten Gottne fanns det tidigare en järnvägsstation vid Norra Stambanan, Gottne station, där en bebyggelse växte fram. Denna expansion kom dock av sig när stationen lades ner 1963. Bebyggelsen vid tidigare Gottne station benämns numera Västra Gottne. 

## Historia
Bygden har mycket gamla anor, bland annat har man hittat fynd (pilspetsar av flinta) som troligen härrör från yngre stenåldern (cirka 3 000 år före Kristus)

### Befolkningsutveckling
| Befolkningsutvecklingen i Gottne 1980–2020    | Befolkningsutvecklingen i Gottne 1980–2020 | Befolkningsutvecklingen i Gottne 1980–2020 | Befolkningsutvecklingen i Gottne 1980–2020 | Befolkningsutvecklingen i Gottne 1980–2020 |
| --------------------------------------------- | ------------------------------------------ | ------------------------------------------ | ------------------------------------------ | ------------------------------------------ |
|                                               |                                            |                                            |                                            |                                            |
| År                                            |                                            |                                            | Folkmängd                                  | Areal (ha)                                 |
| 1980                                          | 1980                                       |                                            | 204                                        |                                            |
| 1990                                          | 1990                                       |                                            | 267                                        | 57                                         |
| 1995                                          | 1995                                       |                                            | 232                                        | 57                                         |
| 2000                                          | 2000                                       |                                            | 240                                        | 57                                         |
| 2005                                          | 2005                                       |                                            | 226                                        | 58                                         |
| 2010                                          | 2010                                       |                                            | 218                                        | 57                                         |
| 2015                                          | 2015                                       |                                            | 212                                        | 56                                         |
| 2020                                          | 2020                                       |                                            | 205                                        | 57                                         |
| Anm.: Ny tätort 1980, upphörd som tätort 2018 |                                            |                                            |                                            |                                            |